# Kleryk (student)
Kleryk (inaczej alumn) – student seminarium duchownego, przygotowujący się do pełnienia posługi duchownego. 

## Katolicyzm

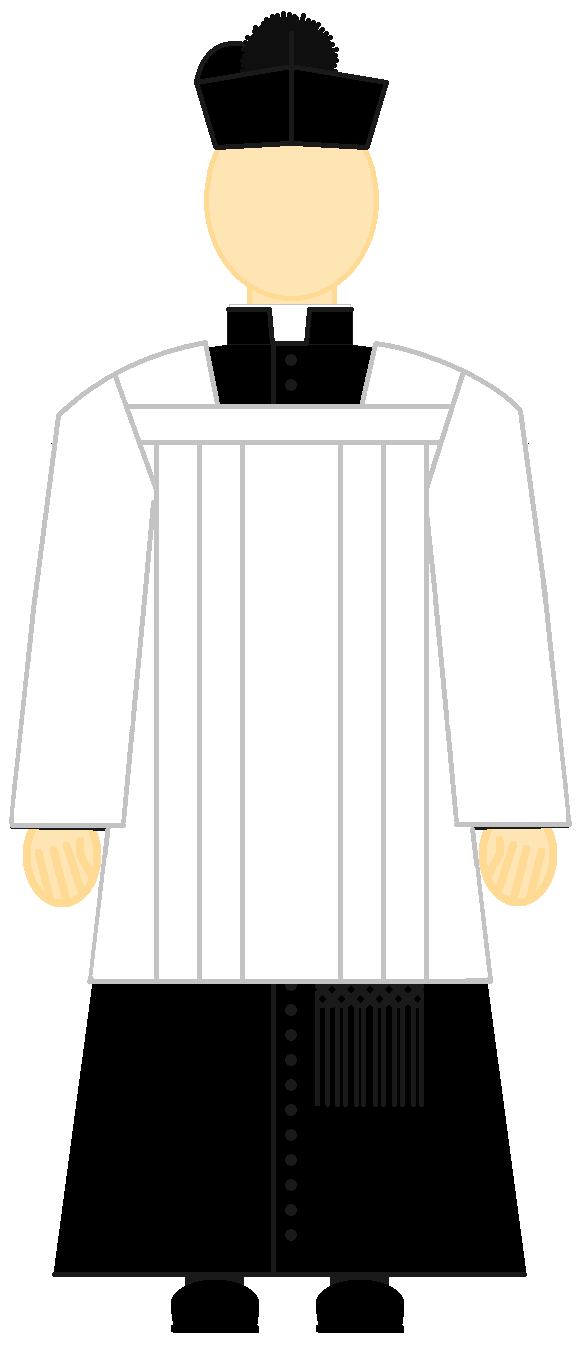
Strój chórowy katolickiego obłóczonego kleryka

W Kościele katolickim kleryk studiuje filozofię oraz teologię. Podczas trwania formacji seminaryjnej (niekiedy równoległej do formacji zakonnej) podlega rektorowi seminarium. Status, prawa i obowiązki kleryków reguluje Kodeks prawa kanonicznego, zwłaszcza w kanonach 232–264 oraz 1024–1052.
W czasie formacji kleryk powinien otrzymać posługi lektora i akolity.
W zależności od przynależności do rytu albo do zgromadzenia, formacja w seminarium może przebiegać w odmienny sposób, ale z zachowaniem podstawowych zasad zawartych w prawie kanonicznym. 
W zgromadzeniach zakonnych studia połączone są zazwyczaj z formacją zakonną i dlatego np. w Towarzystwie Jezusowym studia są wydłużone o kilka lat. Natomiast w zgromadzeniach tradycjonalistycznych (np. Bractwo Świętego Piotra) po przyjęciu tonsury kleryk wprowadzany jest kolejno w urzędy ostiariusza, lektora, egzorcysty, akolity oraz subdiakona zgodnie z zasadami z 1962 r.
Po przyjęciu święceń diakonatu celibatariusz może nadal być klerykiem i kształcić się aż do przyjęcia święceń prezbiteratu, mimo że jest już duchownym. W zakonach warunkiem dopuszczenia do święceń diakonatu może być uprzednie złożenie ślubów wieczystych.
W Polsce święcenia diakonatu zostają udzielone najczęściej na V roku studiów, natomiast prezbiteratu po VI roku. Klerycy zgodnie z miejscowym zwyczajem mają prawo lub obowiązek noszenia strojów duchownych.

## Protestantyzm

### W Polsce
Kandydaci do stanu duchownego większości Kościołów (m.in. luteranie, reformowani, metodyści, 
baptyści, adwentyści, zielonoświątkowcy) studiują teologię w:
- Chrześcijańskiej Akademii Teologicznej w Warszawie, Ewangelikalnej Wyższej Szkole Teologicznej we Wrocławiu, bądź we własnych seminariach, np.

- adwentyści – Wyższa Szkoła Teologiczno-Humanistyczna im. M. Beliny-Czechowskiego[4] w Podkowie Leśnej,
- baptyści – Wyższe Baptystyczne Seminarium Teologiczne[5] w Warszawie-Radości,
- metodyści – Wyższe Seminarium Teologiczne im. Jana Łaskiego w Warszawie,
- zielonoświątkowcy – Warszawskie Seminarium Teologiczne, po których często kontynuują naukę w ChAT.

Na co dzień klerycy wyznań protestanckich większości polskich kościołów protestanckich, w odróżnieniu od np. kleryków wyznania rzymskokatolickiego, nie noszą wyróżniającego ich stroju (sutanna, koloratka etc).